# Довбневка (Зеньковский район)

Довбневка (укр. Довбнівка) — село,
Шиловский сельский совет,
Зеньковский район,
Полтавская область,
Украина.
Код КОАТУУ — 5321387803. Население по переписи 2001 года составляло 32 человека.

## Географическое положение
Село Довбневка находится в 2-х км от левого берега реки Грунь,
примыкает к сёлам Васильково и Петровка.
По селу протекает заболоченный ручей.

## История
В 1911 году на хуторе Довбнивка проживало 118 человек (58 мужского и 60 женского)
в 1941 году хутор Довбнивка входил в село Петровка, а после был опять отдельно